# Alexa Macarena Tapia Garrido
Alexa Macarena Tapia Garrido est une joueuse internationale chilienne de rink hockey. 

## Palmarès
En 2016, elle participe au championnat du monde.